# Бі Джей Томас
Бі Джей Томас (англ. B J Thomas, повне ім'я Біллі Джо Томас, англ. Billy Joe Thomas; 7 серпня 1942, Г'юго, Оклахома — 29 травня 2021, Арлінгтон, Техас) — американський співак.

## Життєпис
Народився 7 серпня 1942 року у місті Г'юго, штат Оклахома, в родині Вернона і Женеви Томасів. Зростав у Техасі, співав у церковному хорі. Пізніше приєднався до гурту «The Triumph», спільно з яким 1966 року видав альбом «I'm So Lonesome I Could Cry», однойменний сингл з якого розійшовся тиражем понад мільйон копій і став золотим. Того ж року записав перший сольний альбом з лейблом Scepter Records. 1969 року записав пісню «Raindrops Keep Fallin' on My Head» до фільму «Буч Кессіді і Санденс Кід», яка виборола премію Оскар у категорії найкраща пісня до фільму та посіла перше місце у чарті Billboard Hot 100 у січні 1970 року. Сингл також перевищив позначку у мільйон копій і став золотим. Пізніше співпрацював із звукозаписуючими лейблами Paramount Records, ABC Records, Myrrh Records, Columbia Records та MCA Records. Написав дві книги, в тому числі автобіографію «Home Where I Belong», знявся у фільмах «Джорі» (1973) та «Куточок Джейка» (2008).
2013 року Національна академія мистецтва і науки звукозапису оголосила що пісню 1969 року «Raindrops Keep Fallin'on My Head» включено до Зали слави Греммі.
Бі Джей Томас помер 29 травня 2021 року в себе вдома у місті Арлінгтон, штат Техас, від раку легень в 78-річному віці.

## Особисте життя
У грудні 1968 року Томас одружився зі співачкою Глорією Річардсон. 1970 року народилася їхня старша дочка Пейдж. Пізніше шлюб мало не розпався через наркозалежність співака. 1975 року подружжя стало християнами, що допомогло чоловікові подолати згубну звичку. 1978 року вони вдочерили дівчинку з Північної Кореї на ім'я Нора. 1979 року народилася їхня молодша дочка Ерін.

## Дискографія
- I'm So Lonesome I Could Cry (1966)
- Tomorrow Never Comes (1966)
- Sings for Lovers and Losers (1967)
- On My Way (1968)
- Young and in Love (1969)
- Raindrops Keep Fallin' on My Head (1969)
- Greatest Hits, Vol. 1 (1970)
- Everybody's Out of Town (1970)
- Most of All (1970)
- Greatest Hits, Vol. 2 (1971)
- B. J. Thomas Country (1972)
- Billy Joe Thomas (1972)
- Songs (1973)
- Longhorns & Londonbridges (1974)
- Reunion (1975)
- Help Me Make It (To My Rockin' Chair) (1975)
- Home Where I Belong (1976)
- B. J. Thomas (1977)
- Everybody Loves A Rain Song (1978)
- Happy Man (1979)
- You Gave Me Love (When Nobody Gave Me a Prayer) (1979)
- The Best of B. J. Thomas (1980)
- For the Best (1980)
- In Concert (1980)
- Amazing Grace (1981)
- Some Love Songs Never Die (1981)
- As We Know Him (1982)
- Miracle (1982)
- Peace in the Valley (1982)
- Love Shines (1983)
- New Looks (1983)
- The Great American Dream (1983)
- Shining (1984)
- Throwin' Rocks at the Moon (1985)
- You Gave Me Love (When Nobody Gave Me a Prayer) (1985)
- Night Life (1986)
- All Is Calm, All Is Bright (1986)
- Hey Won't You Play Another Somebody Done Somebody Wrong Song (1987)
- Midnight Minute (1989)
- As We Knew Him (1991)
- Jesus Hearted People (1991)
- Back Against the Wall (1992)
- Rock & Roll Lullaby (1992)
- Still Standing Here (1994)
- Precious Memories (1995)
- Scenes of Christmas (1995)
- B. J. Thomas Sings Hank Williams and Other Favorites (1996)
- I Believe (1997)
- Christmas Is Coming Home (1997)
- Sounds of Christmas (1998)
- You Call That a Mountain (2000)
- That Christmas Feeling (2005)
- We Prise: Glorify Thy Name (2006)
- We Prise: Just as I Am (2006)
- Home for Christmas (2007)
- Once I Loved (2009)
- The Complete Scepter Singles (2012)
- The Living Room Sessions (2013)

## Нагороди та номінації
Греммі
- 1970 — Номінація на найкраще чоловіче вокальне поп-виконання (Raindrops Keep Fallin' on My Head).
- 1977 — Найкраще духовне виконання (Home Where I Belong).
- 1978 — Найкраще духовне виконання (Happy Man).
- 1979 — Найкраще духовне виконання	(You Gave Me Love / When Nobody Gave Me a Prayer).
- 1980 — Найкраще сучасне госпел-виконання (The Lord's Prayer).
- 1981 — Найкраще духовне виконання	(Amazing Grace).

Асоціація кантрі-музикантів
- 1975 — Номінація на сингл року (Hey Won't You Play / Another Somebody Done Somebody Wrong Song).

GMA Dove Awards
- 1976 —	Альбом світського артиста	(Home Where I Belong).
- 1981 — Альбом світського артиста	(Amazing Grace).